# Kalike Aimatan
Kalike Aimatan is een bestuurslaag in het regentschap Flores Timur van de provincie Oost-Nusa Tenggara, Indonesië. Kalike Aimatan telt 614 inwoners (volkstelling 2010).